# 大和高田市
大和高田市（やまとたかだし）は、奈良県中西部に位置する市。中和・葛城地域の中核都市である。奈良県で最も人口密度が高い。
近年は人口が漸減し、隣接市町が増加傾向にある。岩手県陸前高田市、広島県安芸高田市、大分県豊後高田市とともに「高田」の名が付く市である。

## 地理

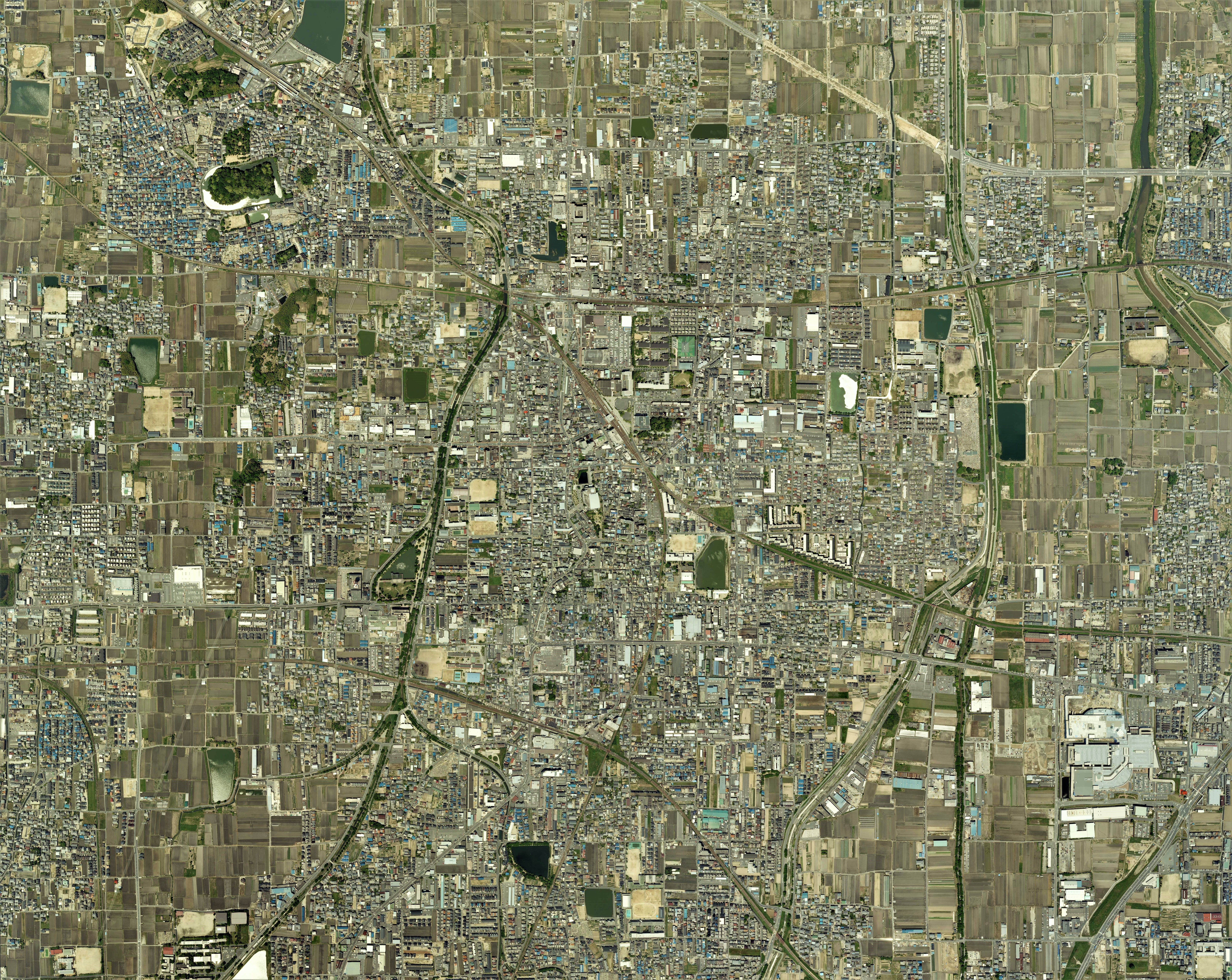
大和高田市中心部周辺の空中写真。
2008年5月15日撮影の13枚を合成作成。。

奈良盆地中西部の一角を占め、小さい面積の市域の大半は平坦地となっており、市の西北部は馬見丘陵の南端部となる。
市内を葛城川と高田川が南北に貫流している。また北東部、橿原市との市境付近を曽我川が、北西部には葛下川が流れる。なお高田川はかつて現在の流路より東側を流れていたが、水害に悩まされていたことから1932年（昭和7年）から付け替え工事が開始され、現在の流路となった。旧流路は埋め立てられて道路化が図られ、現在の国道166号線および県道大和高田斑鳩線となっており、沿道の地名や橋梁欄干などの遺構にその名残を留めている。
近年の農地・溜池の宅地利用により、豪雨時の遊水場所が無くなり、市内の一部では豪雨時に床上・床下浸水の被害が発生している。

### 隣接する自治体
- 奈良県
  - 橿原市、御所市、香芝市、葛城市、北葛城郡広陵町

### 町名等
| 町名         | 読み                 | 郵便番号 |                | 町名                   | 読み     | 郵便番号 |
| ------------ | -------------------- | -------- | -------------- | ---------------------- | -------- | -------- |
| 秋吉         | あきよし             | 635-0053 | 曙町           | あけぼのちょう         | 635-0012 |          |
| 旭北町       | あさひきたまち       | 635-0036 | 旭南町         | あさひみなみまち       | 635-0035 |          |
| 有井         | ありい               | 635-0072 | 池尻           | いけじり               | 635-0021 |          |
| 池田         | いけだ               | 635-0077 | 礒野           | いその                 | 635-0093 |          |
| 礒野北町     | いそのきたちょう     | 635-0094 | 礒野新町       | いそのしんまち         | 635-0063 |          |
| 礒野東町     | いそのひがしちょう   | 635-0061 | 礒野南町       | いそのみなみまち       | 635-0062 |          |
| 市場         | いちば               | 635-0074 | 出             | いで                   | 635-0043 |          |
| 今里         | いまざと             | 635-0031 | 今里川合方     | いまざとかわいほう     | 635-0032 |          |
| 内本町       | うちほんまち         | 635-0087 | 永和町         | えいわちょう           | 635-0083 |          |
| 大谷         | おおたに             | 635-0076 | 大中           | おおなか               | 635-0095 |          |
| 大中東町     | おおなかひがしちょう | 635-0091 | 大中南町       | おおなかみなみちょう   | 635-0092 |          |
| 大東町       | おおひがしちょう     | 635-0016 | 岡崎           | おかざき               | 635-0073 |          |
| 奥田         | おくだ               | 635-0052 | 勝目           | かじめ                 | 635-0042 |          |
| 春日町       | かすがちょう         | 635-0067 | 片塩町         | かたしおちょう         | 635-0085 |          |
| 甘田町       | かんだちょう         | 635-0056 | 北片塩町       | きたかたしおちょう     | 635-0084 |          |
| 北本町       | きたほんまち         | 635-0097 | 蔵之宮町       | くらのみやちょう       | 635-0044 |          |
| 材木町       | ざいもくちょう       | 635-0011 | 幸町           | さいわいちょう         | 635-0015 |          |
| 栄町         | さかえまち           | 635-0064 | 三和町         | さんわちょう           | 635-0014 |          |
| 昭和町       | しょうわちょう       | 635-0013 | 東雲町         | しののめちょう         | 635-0017 |          |
| 神楽         | じんらく             | 635-0025 | 曽大根         | そおね                 | 635-0055 |          |
| 田井         | たい                 | 635-0041 | 田井新町       | たいしんまち           | 635-0047 |          |
| 高砂町       | たかさごちょう       | 635-0081 | 高田           | たかだ                 | 635-0022 |          |
| 築山         | つきやま             | 635-0071 | 土庫           | どんご                 | 635-0002 |          |
| 中今里町     | なかいまざとちょう   | 635-0037 | 中三倉堂       | なかみくらどう         | 635-0045 |          |
| 南陽町       | なんようちょう       | 635-0057 | 西坊城         | にしぼうじょう         | 635-0058 |          |
| 西町         | にしまち             | 635-0096 | 西三倉堂       | にしみくらどう         | 635-0046 |          |
| 根成柿       | ねなりがき           | 635-0051 | 野口           | のぐち                 | 635-0075 |          |
| 東中         | ひがしなか           | 635-0065 | 東三倉堂町     | ひがしみくらどうちょう | 635-0034 |          |
| 日之出町     | ひのでちょう         | 635-0022 | 日之出西本町   | ひのでにしほんまち     | 635-0024 |          |
| 日之出東本町 | ひのでひがしほんまち | 635-0023 | 藤森           | ふじのもり             | 635-0004 |          |
| 本郷町       | ほんごうちょう       | 635-0082 | 松塚           | まつづか               | 635-0001 |          |
| 南今里町     | みなみいまざとちょう | 635-0033 | 南本町         | みなみほんまち         | 635-0086 |          |
| 吉井         | よしい               | 635-0059 | 掲載のない場合 | 掲載のない場合         | 635-0000 |          |

### 気候
夏は湿度が高く、冬は寒い。

## 歴史
市の西北部には5世紀の大型前方後円墳、築山古墳（陵墓参考地・伝武烈天皇陵）や領家山古墳が存在し、馬見古墳群の南端を形成している。また日本書紀に見える百済意多郎（おたら）墓は築山古墳の南に位置する岡崎に比定されている。近年、この付近で池田遺跡が発見され多数の埴輪などが出土した。市域の大半は『和名抄』の大和国葛下郡（かつらぎのしものこおり）に属し、郷名については蓼田（たでた）郷に比定する説もあるが、葛下郡賀美郷の可能性が高い。延喜式内社石園座多久虫玉神社（通称竜王宮）が市内に鎮座する。また飛鳥時代に造営された横大路が市内を東西に貫通している。
中世には興福寺一乗院平田荘の荘官であった高田（當麻）氏が武士化して高田城（現在の片塩小学校周辺）を築き万歳（平）城を築いた万歳氏とともに一帯を領有したが、筒井順慶により滅ぼされ城も破却された。江戸時代には諸藩領や天領が錯綜しており、中期以降綿作が盛んになると高田本郷を中心に市場町として発展、近代には紡績工場が設置されたことで繊維産業の中心地となった。
1948年の市制施行の際に、新潟県高田市（現・上越市）が既に市制を施行していたため大和国の「大和」を冠称。旧国名を冠して市名の重複を回避した最初の事例は大阪府泉大津市（和泉国）であるが、省略せずに冠したのは当市が最初である。
1960年代以降、ユニチカ高田工場が閉鎖され、近年には中国製品との競合もあり、地場産業である繊維産業は衰退を続けている。一方バブル期には大阪方面勤務者が住宅を求めて流入し人口は増大したが、近年は若干減少傾向にある。

### 年表
古代
- 紀元前549年 - 安寧天皇が片塩浮孔宮で即位（『古事記』）。

中世
- 1432年（永享3年）- 高田城築城、当麻為秀が初代高田城主となる。

近世
- 1583年（天正9年）- 高田氏が滅ぶ。
- 1682年（天和2年）- 新庄藩改易により高田村が天領となる.

近・現代
- 1871年（明治4年）11月 - 大和国全域が奈良県となる。
- 1876年（明治9年）4月18日 - 奈良県が廃止され、堺県に合併。
- 1881年（明治14年）2月7日 - 堺県が廃止され、大阪府に合併。
- 1887年（明治20年）11月4日 - 奈良県が分離独立する。
- 1889年（明治22年）4月1日 - 町村制の施行により、葛下郡高田村・山内村および中井戸村の一部の区域をもって高田町が発足。
- 1891年（明治24年）3月 - 大阪鉄道が高田駅・王寺駅間に鉄道を開通させる。（現：和歌山線高田駅・王寺駅間）
- 1892年（明治25年）5月 - 大阪鉄道が高田駅・桜井駅間に鉄道を開通させる。（現：桜井線高田駅・桜井駅間）
- 1896年（明治29年）3月29日 - 葛下郡高田町の所属郡が北葛城郡に変更。同郡役所が設置。
- 1896年（明治29年）10月 - 南和鉄道が高田駅・二見駅間に鉄道を開通させる。（現：和歌山線高田駅・川端駅間）
- 1901年（明治34年）4月1日 - 北葛城郡高田町が同郡浮孔村の一部（大字三倉堂）を編入。
- 1925年（大正14年）3月 - 大阪電気軌道（近畿日本鉄道の前身）が、高田駅・八木駅間に鉄道を単線で開通させる。（現：近鉄大阪線大和高田駅・大和八木駅間）
- 1927年（昭和2年）8月22日 - 北葛城郡高田町が同郡土庫村・松塚村を編入。
- 1927年（昭和2年）7月 - 大阪電気軌道が、恩智駅・高田駅間に鉄道を開通させる。（現：近鉄大阪線恩智駅・大和高田駅間）
- 1929年（昭和4年）3月 - 大阪鉄道が、古市駅・久米寺駅間に鉄道を開通させる。（現：近鉄南大阪線古市駅・橿原神宮前駅間）
- 1941年（昭和16年）1月1日 - 北葛城郡高田町が同郡浮孔村・磐園村を編入。
- 1948年（昭和23年）1月1日 - 北葛城郡高田町が市制施行して大和高田市となる。（人口3万1.334人、面積9.9km2、6.395世帯、県内2番目）
- 1956年（昭和31年）9月30日 - 北葛城郡陵西村を編入。
- 1957年（昭和32年）3月1日 - 高市郡天満村を編入。
- 1957年（昭和32年）7月1日 - 北葛城郡広陵町の一部（大字池尻および藤森の一部）を編入。
- 1978年（昭和53年） - 市制30周年を記念し「大和高田市歌」（作詞：橋本竹茂、作曲：岡本幸子）を制定。

### 市域の変遷
| 明治22年 | 明治29年 | 昭和2年  | 昭和16年 | 昭和23年   | 昭和31年   | 昭和32年   | 現在       |
| -------- | -------- | -------- | -------- | ---------- | ---------- | ---------- | ---------- |
| 奈良県   |          |          |          |            |            |            |            |
| 葛下郡   | 北葛城郡 | 北葛城郡 | 北葛城郡 | 大和高田市 | 大和高田市 | 大和高田市 | 大和高田市 |
| 高田町   | 高田町   | 高田町   | 高田町   | 大和高田市 | 大和高田市 | 大和高田市 | 大和高田市 |
| 土庫村   |          | 高田町   | 高田町   | 大和高田市 | 大和高田市 | 大和高田市 | 大和高田市 |
| 松塚村   |          | 高田町   | 高田町   | 大和高田市 | 大和高田市 | 大和高田市 | 大和高田市 |
| 浮孔村   |          |          | 高田町   | 大和高田市 | 大和高田市 | 大和高田市 | 大和高田市 |
| 磐園村   |          |          | 高田町   | 大和高田市 | 大和高田市 | 大和高田市 | 大和高田市 |
| 陵西村   | 陵西村   | 陵西村   | 陵西村   | 北葛城郡   | 大和高田市 | 大和高田市 | 大和高田市 |
| 陵西村   | 陵西村   | 陵西村   | 陵西村   | 陵西村     | 大和高田市 | 大和高田市 | 大和高田市 |
| 高市郡   |          |          |          |            |            | 大和高田市 | 大和高田市 |
| 天満村   |          |          |          |            |            | 大和高田市 | 大和高田市 |

### 伝説
- 静御前は源義経との別れの後、母・礒野禅尼の里である大和高田市礒野（いその）に身を寄せたと伝えられる。確たる文献証拠はないが、礒野の地には静御前の墓と伝える塚が残る。また、付近の磐園（いわその）は「いその」の古名と考えられ、石園、礒野も同じ名に由来していると考えられる。

## 行政
市の財政状況は2008年10月の時点で実質赤字比率県内、下から4位、財政力指数は県内12市中9位である。但し、実質公債費比率や、将来負担比率等は周辺自治体に比べ低い。これ以降、市の財政健全化政策が実施され、単年度での黒字を計上し、赤字比率を圧縮している。
また、2006（平成18）年4月からゴミ処理有料化を実施している。

### 歴代市長
- 1948年（1月～5月）：堀内為吉
- 1948年～1952年：名倉仙蔵
- 1952年～1956年：宮内熊太郎
- 1956年～1968年：名倉仙蔵
- 1968年～1975年：田中隆賢
- 1975年～1979年：村島忠一
- 1979年～1991年：森川保治
- 1991年～1995年：田中信英
- 1995年～2003年：松田利治
- 2003年～2019年：吉田誠克
- 2019年～現職：堀内大造

### 市名について
1948年の市制施行当初から「大和高田市」の名称が用いられているが、これは新潟県の高田市（当時、現在は直江津市と合併し上越市）との混同を避けるためであった。この他に高田と名の付く自治体は岩手県陸前高田市、広島県安芸高田市、大分県豊後高田市などがあり、町村字地名などを含めると高田地名は全国に見られる。なお、「大和高田」の名称自体は、近鉄の「大和高田駅」が「高田駅」から改称された1941年より使用されていた。

### ゴミ処理手数料未納問題
市の清掃工場に市内だけでなく、認められていない県外からの産業廃棄物を搬入しながら手数料を支払わない処理業者の存在が明らかになったものである。市と業者との話し合いは長く続いたが、裁判所による和解調停の結果、2004年6月になって月20万円235ヶ月賦、総計4,700万円を返還する和解案が提示された。この和解案に対する市議会での議論では、反対を主張する議員が過半を占めたものの、採決では和解案受諾が決議されている。

## 議会

### 市議会
- 定数：17人
- 任期：2023年5月1日 - 2027年4月30日[7]
- 議長：仲本博文
- 副議長：南幾一郎

### 県議会
2023年奈良県議会議員選挙
- 選挙区：大和高田市選挙区
- 定数：2人
- 任期：2023年4月30日 - 2027年4月29日
- 投票日：2023年4月9日
- 当日有権者数：54,355人
- 投票率：50.39％

| 候補者名 | 当落 | 年齢 | 党派名       | 新旧別 | 得票数  | 備考             |
| -------- | ---- | ---- | ------------ | ------ | ------- | ---------------- |
| 米田忠則 | 当   | 82   | 自由民主党   | 現     | 9,617票 |                  |
| 福田倫也 | 当   | 40   | 日本維新の会 | 新     | 9,066票 | 2024年5月9日死去 |
| 太田敦   | 落   | 51   | 日本共産党   | 現     | 8,091票 |                  |

### 衆議院
- 選挙区：奈良3区 （大和高田市、橿原市、桜井市、五條市、御所市、葛城市、宇陀市、宇陀郡、高市郡、吉野郡）
- 任期：2021年10月31日 - 2025年10月30日
- 投票日：2021年10月31日
- 当日有権者数：355,246人
- 投票率：57.19％

| 当落 | 候補者名   | 年齢 | 所属党派                            | 新旧別 | 得票数    | 重複 |
| ---- | ---------- | ---- | ----------------------------------- | ------ | --------- | ---- |
| 当   | 田野瀬太道 | 47   | 無所属                              | 前     | 114,553票 |      |
|      | 西川正克   | 63   | 日本共産党                          | 新     | 34,334票  |      |
|      | 高見省次   | 61   | 無所属                              | 新     | 32,669票  |      |
|      | 加藤孝     | 43   | NHKと裁判してる党弁護士法72条違反で | 新     | 6,824票   |      |

## 経済

### 産業
北葛城郡広陵町と並び繊維や靴下などの工業が発達し、中でもパンティストッキングの生産量は日本一である。しかしながら、近年の中国等からの格安繊維製品輸入の増大により、地場産業は存亡の危機にさらされている。
- 産業別人口（2000年）

| 第1次産業 | 328人    |
| 第2次産業 | 12,036人 |
| 第3次産業 | 20,321人 |

### 企業

#### 本社を置く企業
- 大和ガス（今里町）
- 浪華ゴム工業（曽大根）
- 寺田ポンプ製作所（東雲町）

### 商業施設

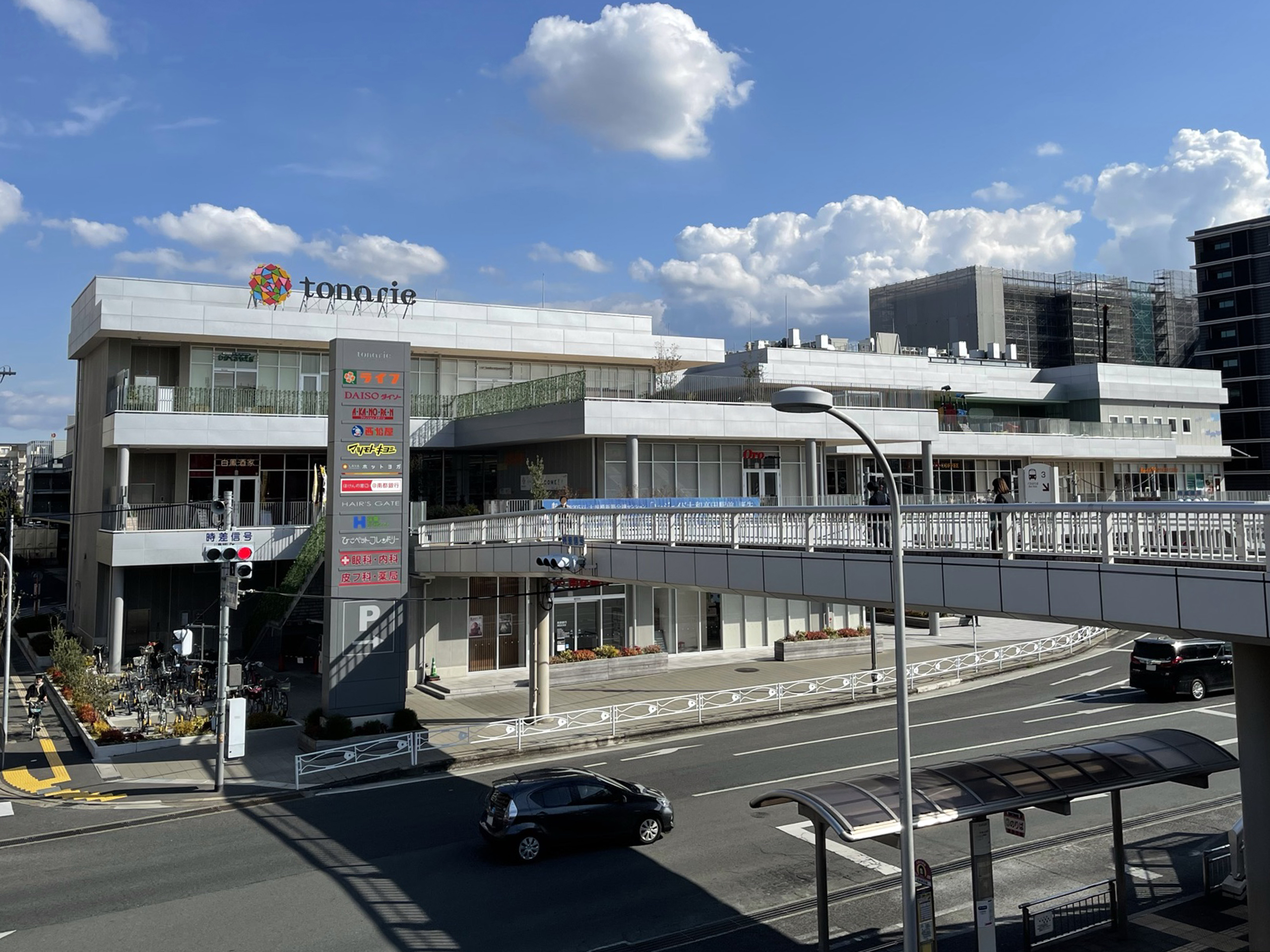
トナリエ大和高田

#### 市内の主な商業施設
- トナリエ大和高田
  - ライフ トナリエ大和高田店
- オークワ
  - 高田神楽店
  - 大和高田店
- 近商ストア
  - 大和高田店
- 大和高田市商店街
  - 大和高田駅前商店街
  - 天神橋筋商店街
  - 本郷通り商店街
  - 本町通り商店街
  - 片塩商店街（近鉄高田市駅前商店街等を含む）

#### かつて存在したスーパーマーケット
- ダイエー大和高田店（オークタウン大和高田の核テナント）
- ニチイ高田店（後のマイカル高田サティ）
- オークワ高田磯野店
- イズミヤ大和高田店

### 金融機関
- 地方銀行
  - 南都銀行（片塩町、幸町）
  - 紀陽銀行（神楽３丁目）
  - 関西みらい銀行（南本町）
- 信用金庫
  - 大和信用金庫（本郷町）
  - 奈良中央信用金庫（礒野新町）
- 労働金庫
  - 近畿労働金庫（西町）

#### 証券会社
- いちよし証券（内本町）
- 岩井コスモ証券（南本町）
- みずほ証券（磯野東町）

### 農業協同組合
- 奈良県農業協同組合（JAならけん）

高田支店（南本町）、陵西支店（市場）、天満支店（吉井）

### 日本郵政グループ
（※2014年6月現在）
日本郵便株式会社
- 大和高田郵便局（神楽）- 集配局。
- 大和高田築山郵便局（築山）
- 大和高田日之出郵便局（日之出東本町）
- 陵西（おかにし）郵便局（市場）
- 大和高田旭北郵便局（旭北町）
- 大和高田片塩郵便局（片塩町）

- 大和高田曽大根（そおね）郵便局（甘田町）
- 大和高田北本町（きたほんまち）郵便局（北本町）
- 天満郵便局（根成柿）
- 大和高田松塚簡易郵便局（松塚）
- 大和高田東雲簡易郵便局（東雲町）
- 大和高田出（いで）簡易郵便局（出）

ゆうちょ銀行
- 大阪支店　オークタウン大和高田内出張所（幸町）（ATMのみ／ホリデーサービス実施）

この他簡易郵便局を除く各郵便局にATMが設置されており、大和高田・大和高田片塩の各郵便局ではホリデーサービスを実施。

## 姉妹都市・提携都市
- リズモー（ オーストラリア、ニューサウスウェールズ州）
  - 1963年（昭和38年）8月7日締結[9]

## 地域

### 人口
| |                                            |  |
| 大和高田市と全国の年齢別人口分布（2005年） | 大和高田市の年齢・男女別人口分布（2005年） |  |
| ■紫色 ― 大和高田市 ■緑色 ― 日本全国 | ■青色 ― 男性 ■赤色 ― 女性                  |  |
| 大和高田市（に相当する地域）の人口の推移 \| 1970年（昭和45年） \| 53,475人 \| \| \| 1975年（昭和50年） \| 58,637人 \| \| \| 1980年（昭和55年） \| 61,711人 \| \| \| 1985年（昭和60年） \| 65,223人 \| \| \| 1990年（平成2年） \| 68,237人 \| \| \| 1995年（平成7年） \| 73,806人 \| \| \| 2000年（平成12年） \| 73,668人 \| \| \| 2005年（平成17年） \| 70,800人 \| \| \| 2010年（平成22年） \| 68,451人 \| \| \| 2015年（平成27年） \| 64,817人 \| \| \| 2020年（令和2年） \| 61,744人 \| \| |                                            |  |
| 総務省統計局 国勢調査より |                                            |  |
| 1970年（昭和45年） | 53,475人                                   |  |
| 1975年（昭和50年） | 58,637人                                   |  |
| 1980年（昭和55年） | 61,711人                                   |  |
| 1985年（昭和60年） | 65,223人                                   |  |
| 1990年（平成2年） | 68,237人                                   |  |
| 1995年（平成7年） | 73,806人                                   |  |
| 2000年（平成12年） | 73,668人                                   |  |
| 2005年（平成17年） | 70,800人                                   |  |
| 2010年（平成22年） | 68,451人                                   |  |
| 2015年（平成27年） | 64,817人                                   |  |
| 2020年（令和2年） | 61,744人                                   |  |

- データ出典 奈良県統計課の調査による各年10月1日の人口。
- 2007年10月1日現在 : 69,689人
- 人口増加率（2002年→2007年） : -4.4%

人口は1999年をピークに減少傾向にある。

### 学校教育
小学校
- 大和高田市立高田小学校（大中東町）
- 大和高田市立片塩小学校（旭北町）
- 大和高田市立磐園小学校（有井）
- 大和高田市立浮孔小学校（中三倉堂）
- 大和高田市立浮孔西小学校（曽大根）
- 大和高田市立陵西小学校（池田）
- 大和高田市立土庫小学校（土庫）
- 大和高田市立菅原小学校（根成柿）

中学校
- 大和高田市立高田中学校（大中東町）
- 大和高田市立高田西中学校（池田）
- 大和高田市立片塩中学校（中三倉堂）

高等学校
- 奈良県立高田高等学校（礒野東町）
  - 1921年 - 北葛城郡立高田高等女学校開校
  - 1948年 - 新制県立高校に改編
- 奈良県立高田東高等学校（松塚）
  - 1976年 - 昼間二部制の定時制高校開校
  - 1981年 - 全日制普通科設置
  - 2005年 - 県立広陵高校と統合、奈良県立大和広陵高等学校となり、2006年に閉校
- 大和高田市立高田商業高等学校（材木町）
  - 1954年 - 仮校舎で開校
  - 1958年 - 新校舎落成
- 奈良文化高等学校（東中）
  - 1965年 - 開校
- 日本航空高等学校普通科航空工学科通信制課程関西本部（片塩町）

その他の学校
- 専修学校
  - 大和高田市立看護専門学校
  - 美芸学園高等専修学校

### 社会教育
文化施設
- さざんかホール

図書館
- 大和高田市立図書館

公民館
- 大和高田市立中央公民館
- 磯野中央公民館
- 磯野町公民館
- 出公民館
- 陸西公民館
- 奥田公民館
- 北敷島町公民館
- 蔵之宮公民館
- 新田町公民館
- 菅原公民館
- 築山公民館
- 出屋敷公民館
- 土庫公民館
- 中町公民館
- 西坊城公民館
- 東中公民館
- 池田町公民館

体育施設
- 大和高田市総合体育館
- 大和高田市立武道館
- 中央公園
- コミュニティープール

### 国・県の機関
市内および奈良県中南部の主要官公庁はほとんど西町・大中近辺に集中している。

#### 国の機関
- 財務省葛城税務署（西町）
- 法務省奈良地方法務局葛城支局（西町）
- 厚生労働省葛城労働基準監督署（大中）
- 厚生労働省大和高田公共職業安定所（池田）
- 国土交通省奈良国道工事事務所大和高田出張所（大中南町）
- 日本年金機構大和高田年金事務所（幸町）

#### 県の機関
- 奈良県高田総合庁舎（大中）
  - 中和福祉事務所
  - 葛城保健所
  - 高田県税事務所（大中）
- 奈良県警察高田警察署（神楽）
- 高田土木事務所（東中）
- 中和労働会館（西町）
- 高田旅券センター（幸町・トナリエ大和高田3階）
- 高田こども家庭相談センター（大中）
- 高田しごとiセンター（西町）
- 葛城広域行政事務組合（西町）
- 京奈和自動車道用地事務所（根成柿）

### 消防
- 奈良県広域消防組合(消防広域化前は中和広域消防組合)高田消防署（大中）
  - 東出張所（東雲町）
  - 南出張所（出）

### 司法
- 奈良地方裁判所葛城支部、葛城簡易裁判所、奈良家庭裁判所葛城支部
- 奈良地方検察庁葛城支部、葛城区検察庁・宇陀区検察庁（大中）
- 葛城拘置支所（大中）

### 報道機関

#### 地上波放送局
- 奈良テレビ放送大和高田支局

#### コミュニティFM
- FMヤマト（合同会社YAMATO）

#### ケーブルテレビ
- KCN（近鉄ケーブルネットワーク株式会社）

#### 新聞社
- 毎日新聞大和高田駐在

※読売新聞大和高田通信部は香芝市にある。
- 中和新聞社

### 団体・NPO
- 大和高田商工会議所
- 大和高田社会福祉協議会
- 大和高田クラブ（社会人野球チーム）
- 特定非営利活動法人青少年自立援助センターブルーム

## 交通

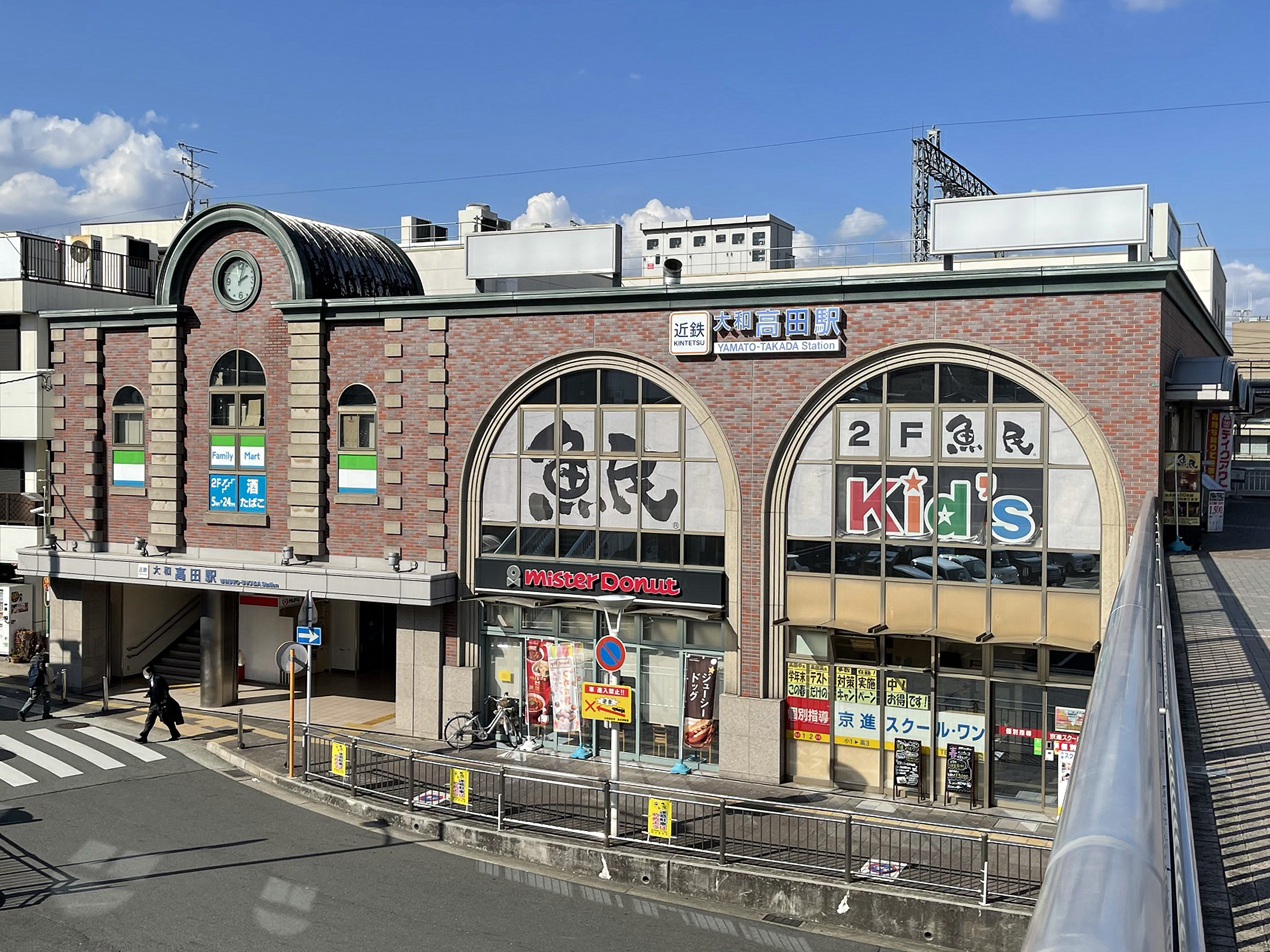
大和高田駅

- 中心となる駅：高田駅、大和高田駅、高田市駅

### 鉄道
- 西日本旅客鉄道（JR西日本）
  - 和歌山線・桜井線（万葉まほろば線）：高田駅
- 近畿日本鉄道（近鉄）
  - 大阪線：築山駅 - 大和高田駅 - 松塚駅
  - 南大阪線：高田市駅 - 浮孔駅

### 路線バス
- 奈良交通

### 道路
- 高速道路
  - 京奈和自動車道（大和御所道路） : 橿原高田IC/JCT
- 自動車専用道路
  - 南阪奈道路
- 一般国道
  - 国道24号
    - 大和高田バイパス : 東室ランプ - 出ランプ - 勝目ランプ

  - 国道165号
  - 国道166号
  - 国道168号
- 主要地方道
  - 奈良県道5号大和高田斑鳩線
  - 奈良県道12号堺大和高田線
  - 奈良県道35号橿原高取線
  - 奈良県道50号大和高田桜井線
- 一般県道
  - 奈良県道116号大和高田御所線
  - 奈良県道132号河合大和高田線
  - 奈良県道274号明日香大和郡山自転車道線
  - 奈良県道277号大和高田広陵線
  - 奈良県道278号橿原新庄線
- その他
  - 中和幹線

## 名所・旧跡・観光スポット・祭事・催事

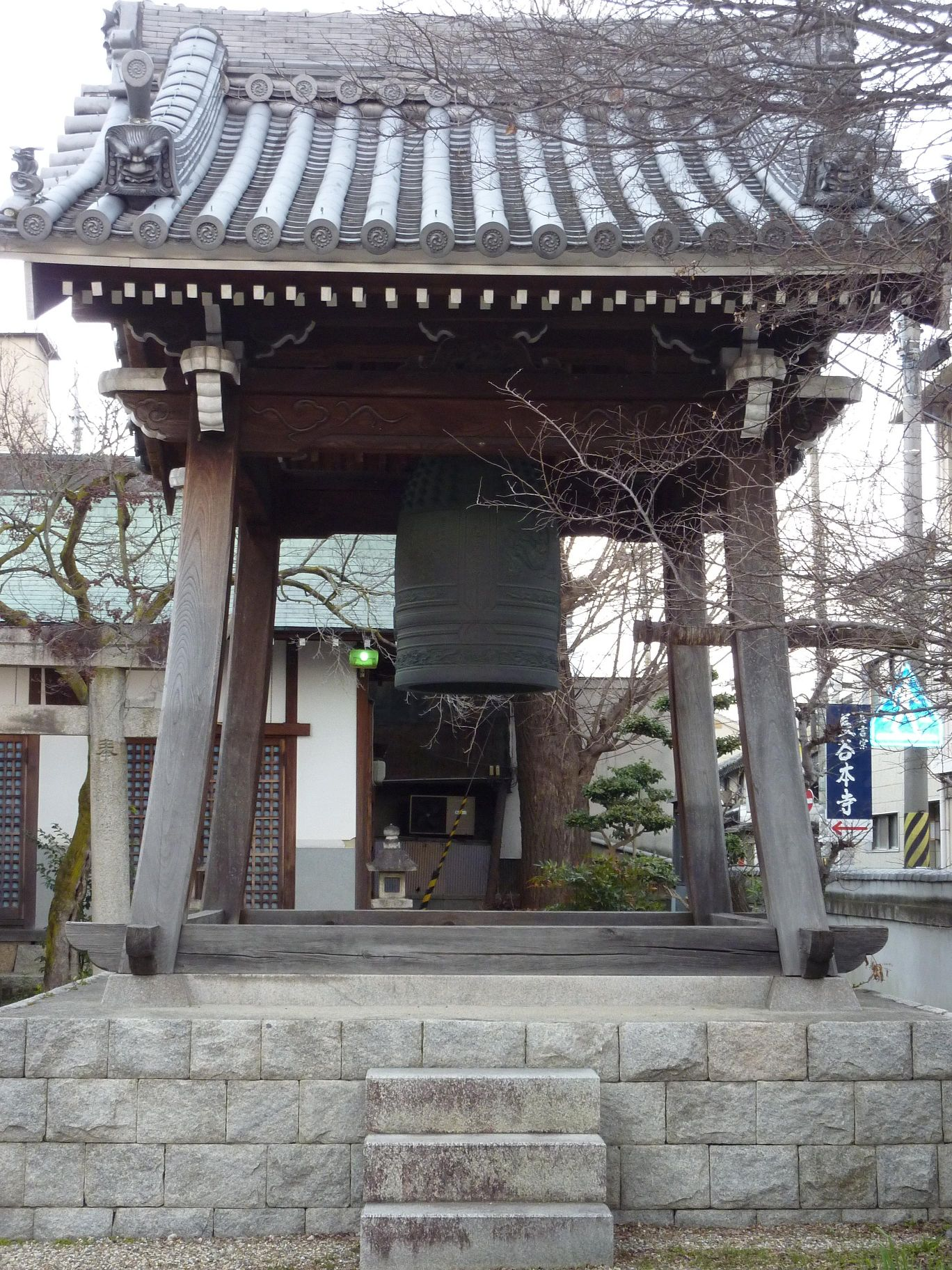
長谷本寺の鐘楼

### 神社
- 石園座多久虫玉神社（竜王宮）
- 高田天神社
- 大中春日神社
  - 境内には、吉野に逃れる源義経一行が休んだという伝承のある石がある。

### 寺院
- 専立寺（浄土真宗・高田御坊）
- 長谷本寺（真言宗）

### レジャー
- 高田川畔・大中公園の千本桜
- 築山古墳群・築山公園・大谷山自然公園
- 池尻環濠集落・藤の森環濠集落
- 高田温泉さくら荘（市営であったが現在は民間委託）
- 文化会館さざんかホール
- 弁天座
- 総合公園・コミュニティープール 等

### 祭り・行事
- 四季大祭

1. 春・高田千本桜 － 高田川畔、大中公園一帯（4月第1週）
2. 夏・高田活活（いきいき）祭り － 文化会館「さざんかホール」、馬冷池公園一帯（7月21日・22日）
3. 秋・おかげ祭り － 竜王宮、片塩商店街（10月）
4. 冬・高田御坊まつり － 専立寺、本町商店街（2010年は休止）

- 奥田蓮取り行事（7月7日）
- 天神社夏祭り（7月21日）
- 天神社秋祭り － 「高田」「本町壱」「大和」の3台の地車（だんじり）曳行（10月の体育の日を含む日曜日と月曜日）
- 天神社お渡り－数百年間続いている、時代装束にて天神社から長谷本寺まで神輿のお渡り（10月）

## 大和高田市出身の人物
- 青山テルマ - 歌手
- 伊藤博文 - 将棋棋士
- 梅田千代 - 教育者、小浜藩士・梅田雲浜の妻（後妻）
- 奥本貴之 - プロボクサー
- 柿本善也 - 政治家、第4代奈良県知事
- 加護亜依 - タレント、元モーニング娘。
- 桂しん吉 - 落語家
- 島本浩也 - プロ野球選手
- 杉本清 - アナウンサー
- 鈴木敏夫 - 文化放送解説委員・元アナウンサー
- 内藤善弘 - 作家
- 西本鶏介 - 作家
- 橋本竹茂 - 作詞家、元大和高田市役所職員
- ますみ - お笑い芸人（天才ピアニスト）
- 松岡宏忠 - アナウンサー
- 森本晃司 - 政治家、元衆議院議員、元参議院議員、元建設大臣

## 大和高田市愛唱歌
- 愛唱歌「私の生きるまち」（作詞：辻井公祐　作曲：石田洋介）

## 大和高田市を舞台とした作品
- 「鉄道唱歌 第五集 関西・参宮・南海篇」（1900年11月）
  - 39. 高田わかれて右ゆけば 河内に走る線路あり
  - 40.右の窓よりながめやる 葛城山の南には 楠氏の城に名を挙げし 金剛山もつづきたり
- 「葛城みち」（司馬遼太郎）
- 「竹内街道」（司馬遼太郎）

## 市外局番
- 大和高田市の電話番号の市外局番は大和高田第2MAである「0745」である。複数の閉域番号区域をもつMAは他にも存在するが、MAの名前となっている地域が番号の大きい方をメインに使用しているのは全国でも稀なケースである（他には神奈川県小田原市（0460・0465）、兵庫県西宮市の大半（0797・0798）等がある。かつては熊本県熊本市（0963・0962D。1984年に096へ変更）等も該当した）。
- 本市以外の大和高田MAの地域は、橿原市、桜井市、磯城郡田原本町、高市郡高取町、明日香村（以上、大和高田第1MA「0744」の地域）、御所市、香芝市、葛城市、北葛城郡広陵町、王寺町、上牧町、河合町、磯城郡三宅町、川西町、生駒郡斑鳩町、三郷町、平群町（以上、大和高田第2MA「0745(20～79)」の地域）と非常に多い。また、奈良県内には他の市外局番が使われる「0745(80～99)」地域もあるが、大和榛原MAの地域であり、市外局番は同じだが市内料金で通話はできない。